# Wojciech Ćwiertniewicz

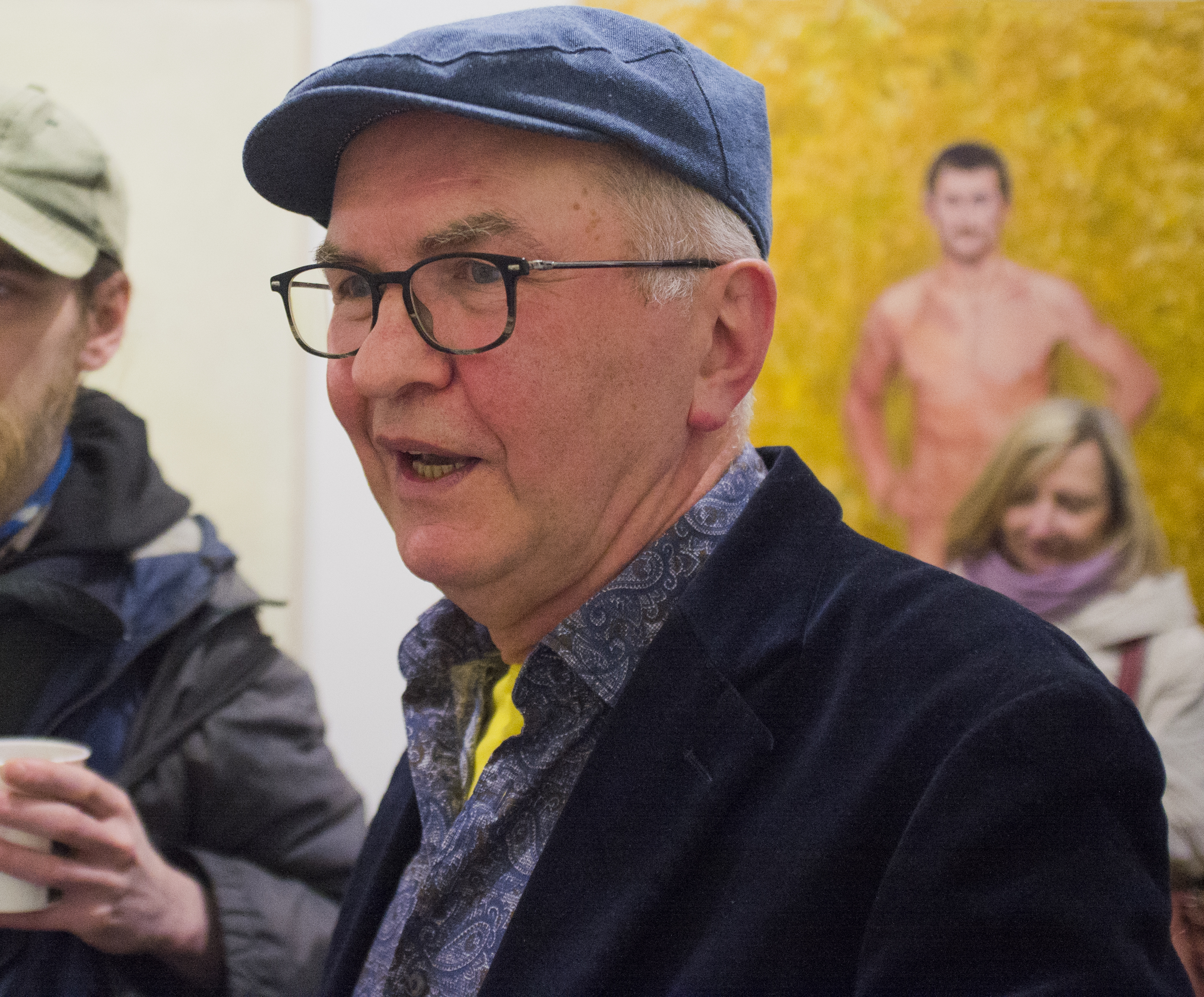
Wojciech Ćwiertniewicz, kwiecień 2023

Wojciech Ćwiertniewicz (ur. 26 marca 1955 w Krościenku nad Dunajcem) − polski artysta malarz.

## Życiorys
Studiował malarstwo w Akademii Sztuk Pięknych w Krakowie w latach 1976–1981. Uzyskał dyplom w pracowni Włodzimierza Buczka. Jest laureatem m.in. Nagrody Krytyki Artystycznej im. Cypriana Kamila Norwida (1987) oraz Nagrody „Exitu” za rok 2008. Artysta mieszka i pracuje w Krakowie.

## Malarstwo
Ćwiertniewicz wkrótce po studiach malował głównie obrazy figuratywne utrzymane w duchu nowej ekspresji (portrety, akty i kompozycje we wnętrzach), często w postmodernistyczny sposób odwołujące się do motywów dawnej sztuki. W jego obrazach pojawiały się tajemnicze ogrody, bujna roślinność, atmosfera gorących nocy. Obrazy w tym stylu malarz przedstawił m.in. w 1986 roku na wystawie „Ekspresja lat 80-tych” w Sopocie, były one malowane w stylu transawangardy i były inspirowane obrazami René Magritte'a i Henri Matisse'a. Pod koniec lat 80. w jego twórczości pojawiły się nowe akcenty: egzotyczne pejzaże leśne z fantastyczną, bujną roślinnością, pod której wrażeniem pozostał po podróży na Maderę. Dominowały w obrazach pierwotne siły natury i archaizm. Kompozycje tworzone na początku kolejnej dekady z wyraźnie rozdzielonymi strefami ziemi i nieba nawiązywały do nastroju pejzaży kosmicznych. Pierwsza dekada XXI wieku wiąże się z powrotem malarza do scen z postaciami, w tym aktów męskich. W 2002 roku zaskoczył bardzo odważnymi obrazami z przedstawieniem męskich aktów. W 2007 roku prace te kandydowały do udziału w Biennale w Wenecji. Ćwiertniewicz jest przez niektórych uznawany za pierwszego artystę w historii polskiego malarstwa, który naprawdę widzi, czuje i oddaje męskie ciało w jego pełni. Nie stroni również od malarstwa abstrakcyjnego, w którym często pojawia się motyw koła, do którego malarz przywiązuje znaczenie symboliczne. Jednym z motywów jego obrazów są rozrzucone na płaszczyźnie płótna koła, nawiązujące do form mandali.
Artysta nie nadaje tytułów swoim obrazom, nadaje im wyłącznie numery.
Jego prace są w kilku kolekcjach publicznych (m.in. w Muzeum Narodowym w Krakowie, Muzeum Górnośląskim w Bytomiu, Bibliotece Głównej ASP w Krakowie). Jest autorem sześćdziesięciu jeden indywidualnych wystaw malarstwa. Brał udział w ponad stu wystawach zbiorowych. Opublikował siedem tomików dziennika: Dziennik malarza (wyd. Stowarzyszenie Artystyczne Otwarta Pracownia, Kraków 2002), Bez tytułu (Kraków 2004), Ulica Długa (Kraków 2005), Bez tytułu 2 (Kraków 2006), Rok 2006 (Kraków 2007), 2007 (Kraków 2008), 2008 (Kraków 2009).

## Wystawy indywidualne

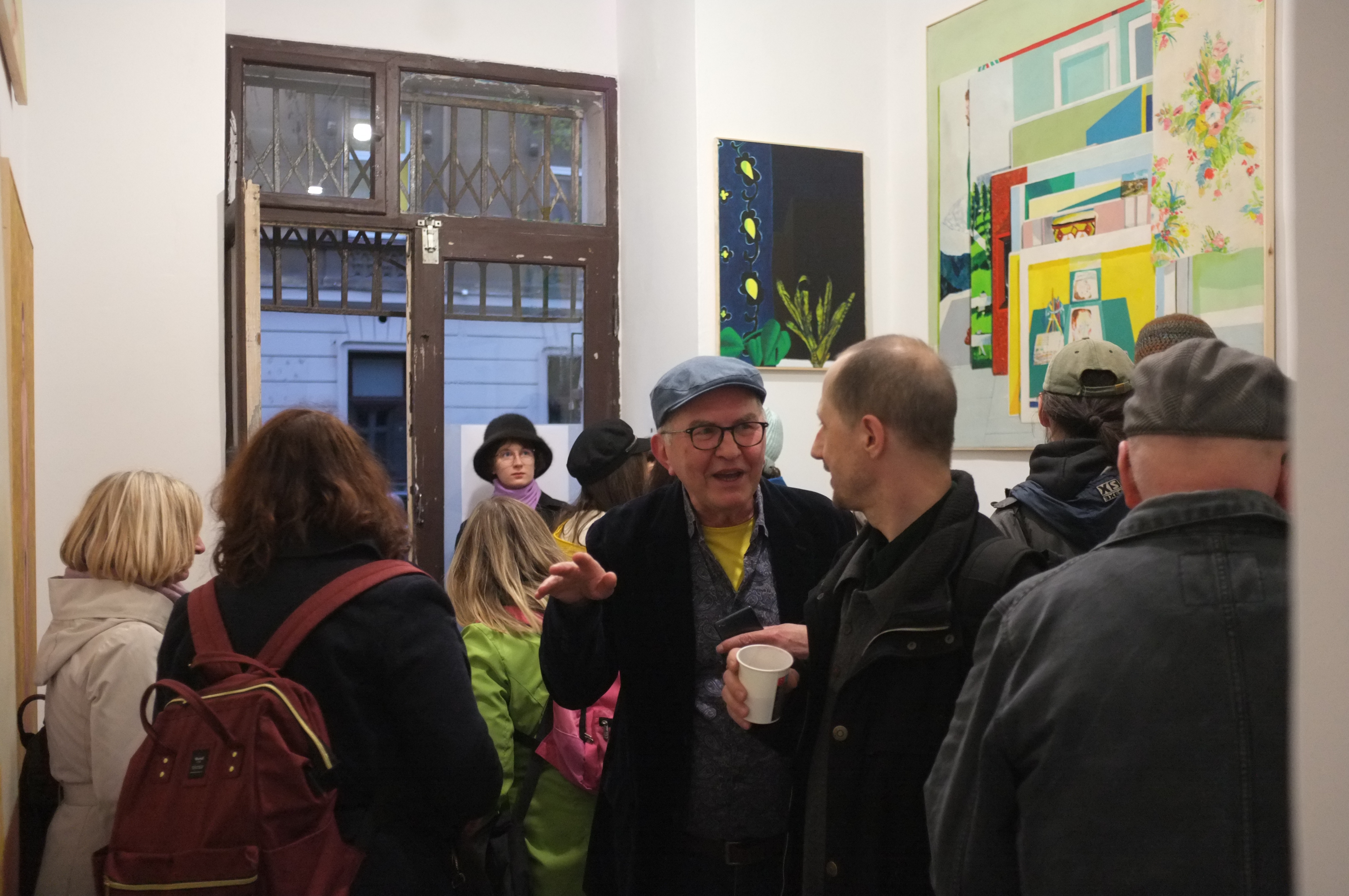
Wernisaż wystawy Seledynowy balkon Wojciecha Ćwiertniewicza w Galerii Olympia w Krakowie

Wojciech Ćwiertniewicz miał ponad 60 wystaw indywidualnych, w tym m.in.:
- 1986 Malarstwo, Galeria Promocyjna, Warszawa
- 1990 Nowe obrazy, Starmach Gallery, Kraków
- 1992 Malarstwo, Starmach Gallery, Kraków
- 2000 Obrazy nie ostatnie, Otwarta Pracownia, Kraków
- 2006 Projekcje, Otwarta Pracownia, Kraków
- 2008 Mężczyźni, Galeria aTak, Warszawa
- 2009 Życie po życiu, Galeria Kameralna BGSW, Słupsk
- 2011 Ceci n’est pas un paysage, Skład Solny, Kraków
- 2011 męskie / żeńskie, Galeria Miejska, Wrocław
- 2012 Świętości, Galeria Malarstwa ASP, Kraków
- 2012 Serendipity, Galeria Centrum (d. Sektor I), Katowice
- 2014 człowiek lub kamień albo drzewo, CAT, Ustka
- 2014 Katalepsja czasu, KOnduktorownia, Częstochowa
- 2015 trochę dla zabawy, trochę po to, żeby nie umrzeć, Skład Solny, Kraków
- 2017 obrazy są tylko obrazami (...), Zamek Sielecki, Extravagance, Sosnowiec
- 2019 obrazy o niczym, wszystkie jednakowe, Galeria Floriańska 22, Kraków
- 2020 Zanim i jeszcze nie, Skład Solny, Kraków
- 2021 Poza jakimkolwiek miejscem, Galeria Kameralna BGSW, Słupsk
- 2022 już dość się naciemniało, BWA, Galeria Zamojska, Zamość
- 2023 Seledynowy balkon, Galeria Olympia, Kraków
- 2023 Carlos, Galeria Lisowski, Warszawa

## Ważniejsze wystawy zbiorowe
Artysta brał udział w ponad 100 wystawach zbiorowych, w tym m.in.:
- 1986 Ekspresja lat 80-tych, Galeria BWA, Sopot
- 1988 Świeżo malowane, Zachęta, Warszawa
- 1989 Wet Paint, Palais Palffy, Wien
- 1991 Opening Up – Six Major Polish Painters, Hammer Galleries, New York
- 1992 The Expressive Struggle, Anderson Gallery, Buffalo
- 1996 Rozpoznanie, Galeria Bunkier Sztuki, Kraków
- 1997 Granice obrazu, CSW Zamek Ujazdowski, Warszawa
- 2009 Żebro Ewy? Potencje męskości, Galeria Studio, Warszawa
- 2010 Ars Homo Erotica, Muzeum Narodowe, Warszawa
- 2010 Apogeum, CSW Znaki Czasu, Toruń
- 2011 Post – Gauguin, Galeria BWA, Katowice
- 2015 Królów jest bez liku, F.A.I.T. Kraków
- 2015 ...i inne gwiazdy, Muzeum Narodowe Gmach Główny, Kraków
- 2016 Entre Sistemas, Pintura Polaca, CAC Velez Malaga
- 2017 TU jesteśmy, CSW Znaki Czasu, Toruń
- 2018 Tu strzykawka, tam łupie (...), Pawilon 4 Kopuł, Muzeum Narodowe, Wrocław
- 2018 Here We Are, Meno Parkas Galerija, Kaunas
- 2020 Artyści z Krakowa, Generacja 1950 - 1969, Mocak, Kraków
- 2022 Collage - klejone światy, Pawilon 4 Kopuł, Muzeum Narodowe, Wrocław
- 2023 Późna Ciemnia, wczesny Kitsch, Nasz Ogródek im. Dereka Jarmana, Kraków